# Chile nos Jogos Olímpicos de Inverno de 1976
O Chile competiu nos Jogos Olímpicos de Inverno de 1976 em Innsbruck, Áustria.